# Carbis Bay

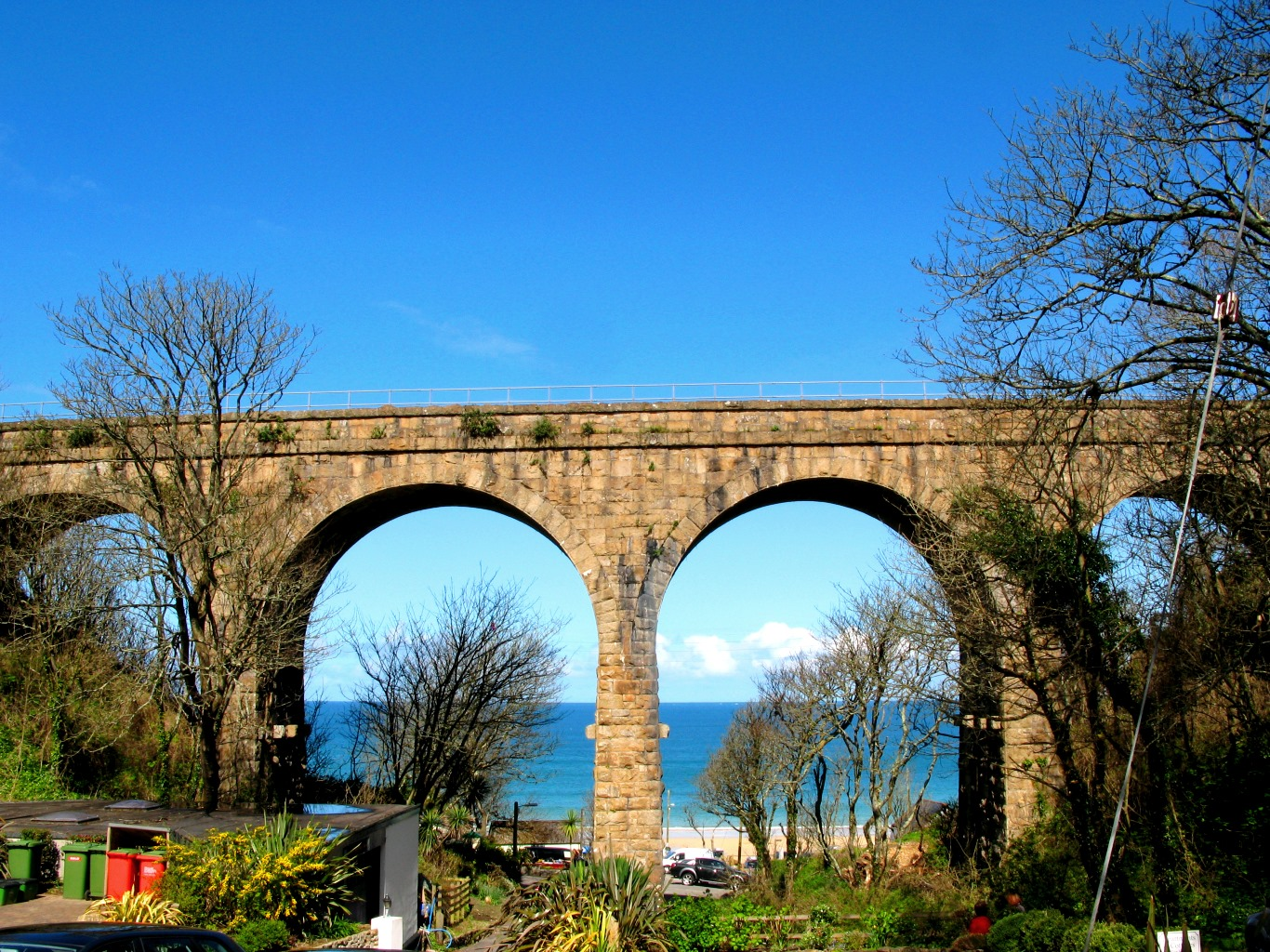
Wiadukt w Carbis Bay

Carbis Bay – wieś w Anglii, w Kornwalii, w zatoce St Ives Bay między Lelant a St Ives. We wsi stacja kolejowa linii St Ives Bay Line.

## Historia
Wieś powstała po wybudowaniu linii kolejowej w 1877. Nazwę dla niej wybrał właściciel kolei, wzorując ją na niedalekiej dolinie Carbis Valley. Do 1848 Carbis bay należała do civil parish Lelant. Wieś od początku swej historii była przeznaczona do obsługi ruchu turystycznego; pierwszy pensjonat powstał w 1877.
W czerwcu 2021 obradowali tu przywódcy państw grupy G7.